# Markies van Heusden

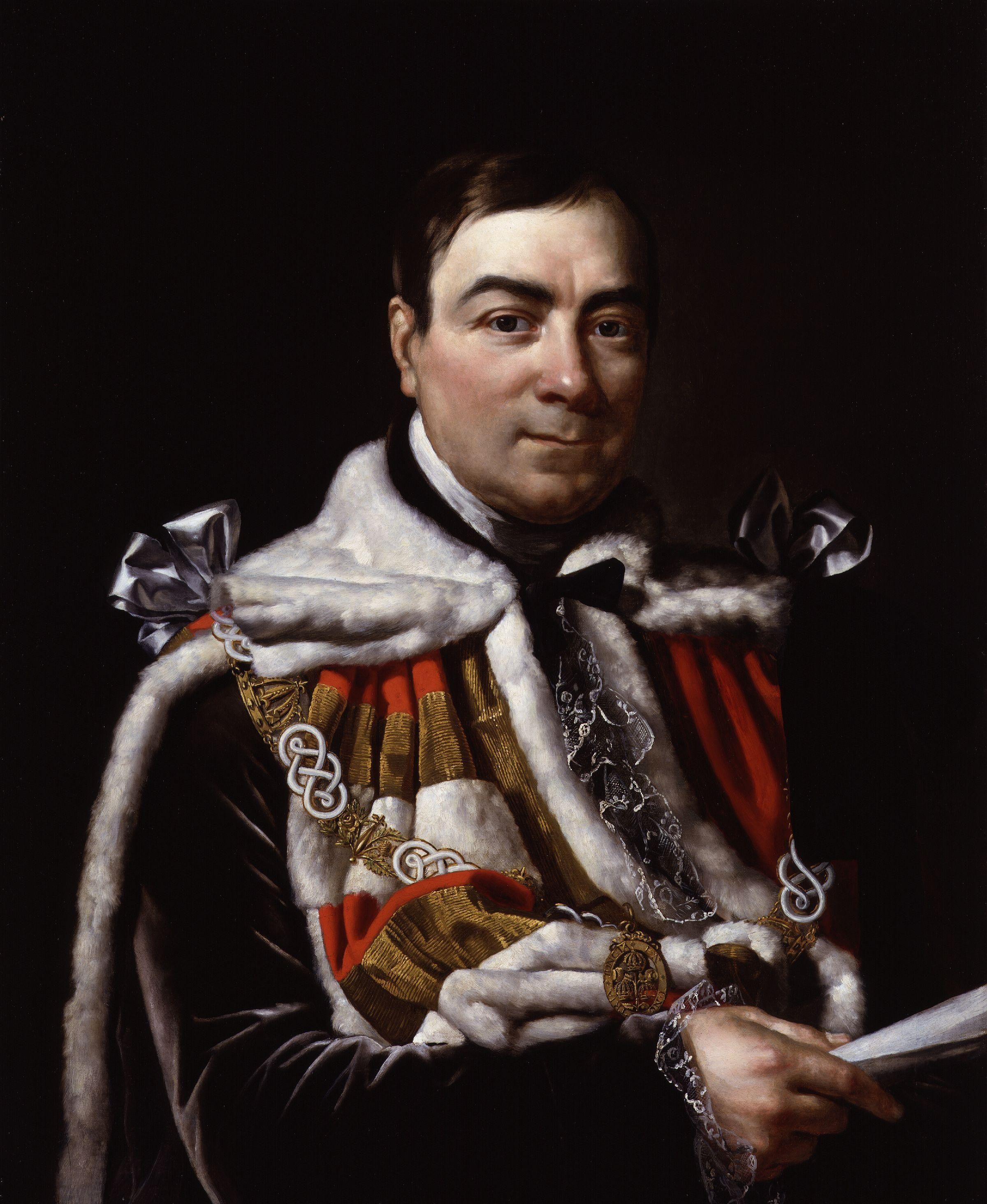
Richard Le Poer Trench, 2. Earl of Clancarty, 1. Markies van Heusden

Wappen der Earls of Clancarty ergänzt um das Wappen der Markgrafschaft Heusden im Herzschild

Markies van Heusden (dt. Marquis von Heusden) ist ein erblicher niederländischer Adelstitel. Der Titel bezieht sich auf die Festungsstadt Heusden an der Maas in Nordbrabant.

## Verleihung
Der Titel wurde durch königlichen Erlass vom 8. Juli 1815, Nr. 14, von König Wilhelm I. dem britischen Botschafter in den Niederlanden, Richard Le Poer Trench, 2. Earl of Clancarty, verliehen. Dieser hatte sich auch auf dem Wiener Kongress an der Einigung über den Grenzverlauf der Niederlande beteiligt.
Die Verleihung dieses Titels war die letzte Verleihung eines niederländischen Adelstitels an einen Nicht-Niederländer. Seit 1994 ist es dem niederländischen Monarchen ausdrücklich verboten, Adelstitel an Ausländer zu verleihen.
Er führte bereits seit 1805 die irischen Adelstitel 2. Earl of Clancarty, 2. Viscount Dunlo und 2. Baron Kilconnel. Am 4. August 1815 bzw. 8. Dezember 1823 wurden ihm auch die britischen Adelstitel Viscount Clancarty und Baron Trench verliehen.
Heutiger Inhaber all dieser Titel ist seit 1995 Nicholas Le Poer Trench als 8. Markies van Heusden.

## Liste der Markies van Heusden
- Richard Le Poer Trench, 2. Earl of Clancarty, 1. Markies van Heusden (1767–1837)
- William Thomas Le Poer Trench, 3. Earl of Clancarty, 2. Markies van Heusden (1803–1872)
- Richard Somerset Le Poer Trench, 4. Earl of Clancarty, 3. Markies van Heusden (1834–1891)
- William Frederick Le Poer Trench, 5. Earl of Clancarty, 4. Markies van Heusden (1868–1929)
- Richard Frederick John Donough Le Poer Trench, 6. Earl of Clancarty, 5. Markies van Heusden (1891–1971)
- Greville Sydney Rocheforte Le Poer Trench, 7. Earl of Clancarty, 6. Markies van Heusden (1902–1975)
- William Francis Brinsley Le Poer Trench, 8. Earl of Clancarty, 7. Markies van Heusden (1911–1995)
- Nicholas Power Richard Le Poer Trench, 9. Earl of Clancarty, 8. Markies van Heusden (* 1952)